# Микулин, Вячеслав Викторович
Вячеслав Викторович Микулин (род. 4 октября 1957 года в селе Катерево, Тепло-Огаревский район, Тульская область, РСФСР, СССР) — советский и российский профсоюзный и политический деятель, заместитель председателя Московского городского совета профсоюза работников здравоохранения, депутат Государственной Думы ФС РФ первого созыва (1993—1995).

## Биография
В 1975 году работал на станции скорой медицинской помощи санитаром. С 1976 по 1978 год проходил срочную военную службу в Советской армии. В 1984 году окончил Первый Московский медицинский институт. С 1984 по 1988 год работал врачом, заведующим отделением в практическом здравоохранении. С 1988 по 1993 год работал в Московском городском совете профсоюза работников здравоохранения заместителем председателя.
В 1993 году был избран депутатом Государственной думы Федерального Собрания Российской Федерации первого созыва. В Государственной думе был заместителем председателя Комитета по охране здоровья, входил во фракцию Аграрной партии России.